# Cançó de pau
Cançó de pau (títol original en ucraïnès, Щедрик; transcrit com a Sxedrik; títol original en polonès, Szczedryk; distribuïda internacionalment com a Carol of the Bells) és una pel·lícula ucraïnesa de drama històric dirigit per Olessia Morhunets-Issaienko basat en el guió de Ksènia Zastavska. Es va estrenar a Ucraïna el 5 de gener de 2023. L'estrena mundial va tenir lloc el 4 de març de 2022. Film.UA i Kinomania la van distribuir. S'ha doblat i subtitulat al català.
La pel·lícula narra la vida de tres famílies de diferents nacionalitats: ucraïneses, poloneses i jueves, unides per una desgràcia comuna, la guerra. Després del sistema repressiu de l'URSS, senten la màquina punitiva del Tercer Reich.